# Ángela Bravo Ortega
Ángela Bravo Ortega (Guadalajara, 1929 – Zaragoza, 2003), también conocida como Tita Bravo, fue una sindicalista y auxiliar de enfermería española.

## Trayectoria
Nació en 1929 en la localidad manchega de Guadalajara. En 1975, se convirtió en auxiliar de enfermería en el Hospital Clínico Universitario Lozano Blesa. Fue miembro del comité de empresa de dicho hospital hasta 1993. Como sindicalista, luchó por los derechos de los trabajadores aragoneses en favor de la igualdad de género y la protección y la ayuda social.
Junto a su marido Dionisio Santolaria, creó la primera residencia obrera para personas que procedían del éxodo rural. Cuando contaba con 72 años, apoyó la creación de la Organización Sindical de Trabajadores de Aragón (OSTA) y formó parte de ella hasta su muerte en 2003.
Falleció en 2003, siendo enterrada en el cementerio de Torrero, en Zaragoza.

## Reconocimientos
El mes de febrero de 2009, siendo alcalde de Zaragoza Juan Alberto Belloch, y en aplicación de la Ley de Memoria Histórica, una calle del barrio zaragozano del Oliver fue renombrada con su nombre. Fue la primera sindicalista a la que se le concedió una calle en la capital aragonesa.
Ha sido incluida en la ruta denominada Las Imborrables que reconoce la relevancia de cuarenta mujeres sepultadas en el cementerio zaragozano de Torrero, entre las que se encuentran también figuras como Manolita Marco Monte, Lolita Parra y Gerona o Manuela Moreno.